# Raul Belém
Raul Décio de Belém Miguel (Araguari, 14 de dezembro de 1938 – Belo Horizonte, 13 de outubro de 2001) foi um político brasileiro. Exerceu o mandato de deputado federal constituinte em 1988.

## Educação e início de carreira
Estudou no Colégio Regina Pacis, em sua cidade natal. No ano de 1962, se formou na Universidade Católica de Belo Horizonte como bacharel no curso de Direito. Já na universidade, mostrou interesse em política ao ocupar a vice-presidência do diretório central dos estudantes da universidade . 
Foi advogado da Deustz Minas, Fábrica de Tratores S.A. (Demisa) durante o governo de José de Magalhães Pinto de 1961 a 1966. Também trabalhou como Servidor Público na Secretaria da Fazenda do Estado de Minas Gerais .

## Vida política
Em oposição ao Regime Militar instaurado no Brasil em abril de 1964, foi um dos fundadores do Movimento Democrático Brasileiro (MDB) em Minas Gerais, no ano de 1965. 
Em novembro de 1966, foi eleito Deputado Estadual, cargo que ocupou durante dois anos, entre 1967 e 1969, quando teve seu mandato cassado pelo Ato Institucional número 5. Durante o período afastado da vida política, dedicou-se à iniciativa privada, tendo trabalhado como diretor de uma empresa de construção de postos de gasolina, além de cafeicultor no Triângulo Mineiro . 
Depois de 10 anos de seu afastamento, voltou à vida política após a anistia de agosto de 1979. Com o fim do bipartidarismo, filiou-se ao Partido do Movimento Democrático Brasileiro (PMDB), partido sucessor do extinto MDB . 
Em 1982, foi eleito ao cargo de Deputado Federal, no qual foi membro titular da Comissão de Agricultura e Política Rural (1983) e da Comissão Mista de Agrotóxicos e suplente da Comissão de Finanças (1983) da Câmara .
Após o mandato, em novembro de 1986, foi eleito deputado federal constituinte ainda pela legenda do PMDB. Neste período, foi Membro da Subcomissão dos Direitos e Garantias Individuais, da Comissão da Soberania e dos Direitos e Garantias do Homem e da Mulher . 
Depois da promulgação da Constituição, em 5 de outubro de 1988, voltou a focar em trabalhos legislativos da Câmara, tendo sido membro titular das comissões de Agricultura e Política Rural (1989-1991), de Relações Exteriores (1989-1990), de Viação, Transportes, Desenvolvimento Urbano e Interior (1990-1991) .
Em 1990, se filiou ao Partido da Reconstrução Nacional (PRN), pelo qual, no ano anterior, Fernando Collor de Melo havia sido eleito à presidência da República. No mesmo ano, foi eleito deputado federal pelo partido, cargo pelo qual se tornou suplente da Comissão de Constituição e Justiça e de Redação (1990) e Comissão de Relações Exteriores (1991-1992), titular da Comissão Especial de Legislação Eleitoral e Partidária (1992), da Comissão de Economia, Indústria e Comércio (1993) . 
Em 1994, Raul Belém se filiou ao Partido Progressista, pelo qual foi eleito, pela terceira vez, ao cargo de deputado federal. Logo após ser eleito, sugeriu que o Partido Progressista (PP) se fundisse com o Partido Trabalhista Brasileiro (PTB), com o objetivo de conseguir a terceira maior bancada no Congresso, o que resultaria em um maior poder de negociação .  
No ano de 1995, se transferiu ao Partido da Frente Liberal (PFL), mostrando apoio a diversas medidas apresentadas pelo governo de Fernando Henrique Cardoso, eleito presidente da República no ano anterior .  
Raul Belém foi candidato à reeleição ao cargo de deputado federal em 1998, pelo Partido da Frente Liberal, mas não venceu as eleições. No ano seguinte, Itamar Franco, então governador de Minas Gerais, o nomeou secretário de Assuntos Municipais, cargo no qual ficou até 1999, quando passou a ocupar a Secretaria da Agricultura, Pecuária e Abastecimento .  